# Franz Carl Weidmann

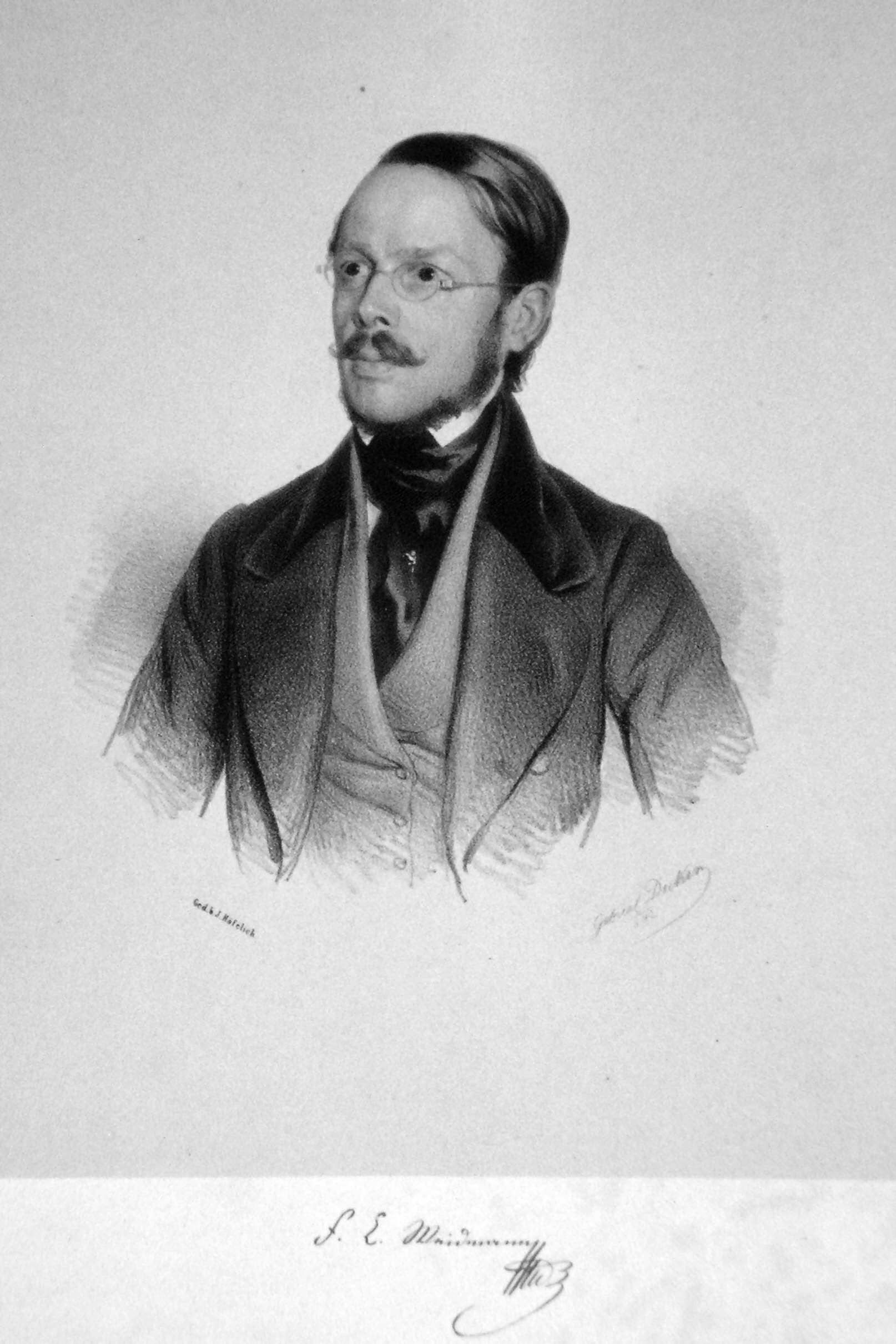
Franz Carl Weidmann Lithographie von Gabriel Decker, 1842

Franz Carl Weidmann (* 1. Februar 1790 in Wien; † 28. Jänner 1867 ebenda) war ein österreichischer Schriftsteller, Schauspieler und Journalist.

## Leben und Werk
Franz Carl Weidmann war der Sohn des Schauspielers und Schriftstellers Joseph Weidmann (1742–1810) und Neffe des Dramatikers Paul Weidmann (1746–1810). Er wurde auf den Namen Franz Seraph getauft, nannte sich als Schauspieler aber „Franz Carl“ und gab sich um fünf Jahre älter aus. Da er als Schauspieler nicht besonders begabt war, beendete er nach 1822 freiwillig sein vom Vater initiiertes Engagement am Wiener Hoftheater und erhielt dafür eine kleine Pension bis an sein Lebensende. In seinem Testament aus dem Jahr 1866 bezeichnete er sich aber immer noch als „K.K. Hofschauspieler“. Als freier Schriftsteller erlangte er wegen seiner bescheidenen, unaufdringlichen Art zwar einige Anerkennung, unter anderem durch seine 1821 bis 1822 erschienenen Sämmtlichen Werke, der 1. Band mit vier Geschichtsdramen, der 2. Band mit Lyrik, der 3. Band mit den Memorabilien aus meiner Reisetasche.
Ab diesem 3. Band schrieb er dank der Unterstützung von Erzherzog Johann insbesondere Schilderungen der Umgebung Wiens und der österreichischen Alpenlandschaften, Dalmatiens und Montenegros mit einer Mischung aus topographischen Angaben und eigenen Erfindungen. Sein guter Bekannter Adolf Bäuerle, in dessen Wiener Theaterzeitung er manche Theaterkritiken verfasste, vermerkte allerdings, Weidmann sei allerdings nie aus den Österreichischen Erblanden hinausgekommen, so dass viele seiner Reiseberichte lediglich der Phantasie, namentlich die angekündigten Schilderungen Ägyptens und Syriens, entsprungen wären. Bäuerle brachte dies auf den Punkt:
„Der ist mit den Siebenmeilenstiefeln der Lüge durch die ganze Welt gereist. Wenn er von seinen Reisen erzählt und über Österreich und Steiermark hinauskommt, ist ihm keine Sylbe zu glauben“
Mehr Erfolg hatte er als jahrzehntelang wirkender Wiener Chronist, Berichterstatter, Nekrologist, Theater- und Kunst-Kritiker. In der Wiener Zeitung schrieb er über bildende Kunst. Als journalistisches „Mädchen für alles“, so sein zeitgenössischer Spitzname, gab er 1854 nach dem Tod von Josef Sigmund Ebersberg den Oesterreichischen Zuschauer, wenn auch nur für kurze Zeit heraus. Hauptsächlich schrieb er jedoch Rezensionen für die genannte Wiener Theaterzeitung, für Johann Schickhs Wiener Zeitschrift für Kunst, Literatur, Theater und Mode und andere Zeitschriften. Als Rezensent entwickelte er eine erstaunliche Fruchtbarkeit, er schrieb außer über Theater- und Opernaufführungen auch über Malerei, Bildhauerei, Mode, Industriearchitektur. Dennoch stellte sich zeit seines Lebens kein finanzieller Erfolg ein, so dass er von seiner kleinen Schauspielerpension leben musste. Im hohen Alter behauptete er von sich, sechs bis sieben Jahre früher geboren und dementsprechend älter zu sein. Seine Bestattungskosten wurden auf seine briefliche Bitte hin von einer unbekannt gebliebenen hochgestellten Persönlichkeit übernommen.
Franz Carl Weidmann war Mitglied der in Wien berühmten Künstlergesellschaft „Die Ritter von der grünen Insel“, der unter der Leitung des Dramatikers Johann Prechtler neben vielen anderen Künstlern der Komponist Franz von Suppè, der Maler Eduard Swoboda und der Burgschauspieler Konrad Adolf Hallenstein angehörten.
Die Weidmanngasse in Wien-Hernals ist nach ihm benannt.

## Stücke (Auszug)
- Sieg, Freiheit und Friede. Eine allegorische Scene (1815), Feststück anlässlich der Befreiungskriege 1813/15
- Clementine von Aubigny (1817), dramatisches Gedicht, Debütvorstellung von Sophie Schröder
- Die Scharfenecker, auch Der Verbannte (1821), Schauspiel (im Oktober 1823 am Münchner Isartortheater aufgeführt)
- Die Geächteten (1823), Drama (1824 in Prag aufgeführt)
- Das Pilgerhaus auf dem Bernhardsberge (1826), Drama (im Theater an der Wien aufgeführt)
- Das Dauernde im Wechsel (1828), Drama (im Theater in der Josefstadt aufgeführt)
- Der Ring des Glückes (1833), Zauberspiel mit Gesang und Tanz (im Theater in der Josefstadt aufgeführt)
- Till Eulenspiegel, Lustspiel in 5 Aufzügen nach Karl August Lebrun (1837 in Mainz im Druck erschienen)
- Maximilian Korn. Sein Leben und künstlerisches Wirken (1857), Biographie dieses Burgschauspielers
- Moriz Graf Dietrichstein. Sein Leben und Wirken aus seinen hinterlassenen Papieren dargestellt (1867), Biographie des Offiziers und Hofbeamten – dies war Weidmanns letzte schriftstellerische Arbeit vor seinem Tod